# Insa Sjurts
Insa Sjurts (* 3. Februar 1963 in Hamburg) ist eine deutsche Wirtschaftswissenschaftlerin und seit dem 1. Januar 2023 Präsidentin der Beruflichen Hochschule Hamburg.

## Leben
Insa Sjurts studierte Betriebswirtschaftslehre und Sozialökonomie in Hamburg. Von 1988 bis 1989 hatte sie eine Anstellung als Mitarbeiterin im Vorstandsstab Betriebswirtschaft bei der Gruner + Jahr AG & Co. KG (G+J) in Hamburg. Von 1989 bis 1994 fungierte Sjurts als Wissenschaftliche Mitarbeiterin am Lehrstuhl für Allgemeine Betriebswirtschaftslehre und am Lehrstuhl für Betriebswirtschaftslehre, insbesondere Organisationstheorie, an der Helmut-Schmidt-Universität/Universität der Bundeswehr Hamburg (HSU/UniBwH). 1994 wurde sie an der Helmut-Schmidt-Universität promoviert. Das Thema ihrer Dissertation lautete Kontrolle, Controlling und Unternehmensführung. Theoretische Grundlagen und Problemlösungen für das operative und strategische Management. Von 1994 bis 2000 war Insa Sjurts Wissenschaftliche Assistentin an der Helmut-Schmidt-Universität. 1999 habilitierte sie an der Helmut-Schmidt-Universität. Als Thema ihrer Habilitationsschrift wählte Sjurts Kollektive Unternehmensstrategie. Grundfragen einer Theorie kollektiven strategischen Handelns. 2000 wurde sie zur Universitätsprofessorin an der Universität Flensburg ernannt.
2002 folgte eine Gastprofessur für Medienmanagement an der Leopold-Franzens-Universität Innsbruck. Von 2003 bis 2008 agierte Sjurts als akademische Leiterin der MBA-Studiengänge in Media Management an der Hamburg Media School.
2006 übernahm Insa Sjurts den Lehrstuhl für Allgemeine Betriebswirtschaftslehre, insbesondere Medienmanagement an der Universität Hamburg. Im gleichen Jahr hatte sie erneut eine Gastprofessur für Medienmanagement an der Leopold-Franzens-Universität Innsbruck inne. 2007 schloss sich die Ernennung zur Universitätsprofessorin an der Universität Hamburg an.
Von 2008 bis 2015 war Sjurts akademische Direktorin aller Studiengänge und seit dem 1. Februar 2009 Geschäftsführerin der Hamburg Media School. Seit 2007 fungiert sie außerdem als Vorsitzende der Kommission zur Ermittlung der Konzentration im Medienbereich (KEK).
Im Frühjahr 2015 wurde Sjurts als neue Präsidentin und Sprecherin der Geschäftsführung an die Zeppelin Universität in Friedrichshafen berufen. Dort leitete sie außerdem  den Lehrstuhl für Strategisches Management und Medien.
Am 26. August 2019 nahm sie die Berufung zur Präsidentin der HSBA Hamburg School of Business Administration an. Sie trat dieses Amt offiziell am 8. Januar 2020 an.
Im September 2022 wurde Sjurts zur Präsidentin der Beruflichen Hochschule Hamburg gewählt. Dieses Amt trat sie mit Jahresbeginn 2023 an.

## Forschungsschwerpunkte
Ihre Forschungsschwerpunkte sind Medienmanagement, Strategische Planung, Organisationstheorie und Organisationsgestaltung, Unternehmenskulturen, Kontrolle und Controlling, Vertrauen in Organisationen sowie Theorie der Kooperation und Kooperationsmanagement.

## Schriften (Auswahl)
- Kontrolle, Controlling und Unternehmensführung. Theoretische Grundlagen und Problemlösungen für das operative und strategische Management, Gabler Verlag, Wiesbaden 1995, ISBN 3-409-13178-7 (Zugleich: Universität der Bundeswehr Hamburg, Dissertation, 1994)
- Kollektive Unternehmensstrategie. Grundfragen einer Theorie kollektiven strategischen Handelns, Deutscher Universitäts-Verlag / Gabler Verlag, Wiesbaden 2000, ISBN 3-8244-9032-3 (Zugleich: Universität der Bundeswehr Hamburg, Habilitationsschrift, 1999)
- Strategien in der Medienbranche. Grundlagen und Fallbeispiele, Gabler Verlag, 3. Auflage, Wiesbaden 2005, ISBN 3-409-32181-0
- Als Herausgeberin: Gabler Lexikon Medienwirtschaft, Gabler Verlag, 2. Auflage, Wiesbaden 2011, ISBN 978-3-8349-0140-8